# Districtul Vác
Vác (în maghiară Váci járás) este un district în județul Pest, Ungaria.
Districtul are o suprafață de 362,19 km2 și o populație de 67.781 locuitori (2013).